# 일과 사람들
《일과 사람들》은 대한민국의 EBS 1TV에서 방송하는 프로그램이다.